# Saint-André-d'Hébertot
Saint-André-d'Hébertot é uma comuna francesa na região administrativa da Normandia, no departamento Calvados. Estende-se por uma área de 9,73 km². Em 2010 a comuna tinha 451 habitantes (densidade: 46,4 hab./km²).